# Automotrice FNM Md. 510
L'automotrice Md. 510 era un gruppo di automotrici diesel che fecero servizio negli anni trenta e quaranta sulla rete delle Ferrovie Nord Milano.
Le automotrici furono costruite in 3 unità dalla OM di Milano, e inizialmente erano classificate Md. 1/2.11 ÷ 13; nel 1937 furono rinominate Md. 510.01 ÷ 03. Erano in pratica degli autobus su rotaia monodirezionali, progettati per il servizio sulla linea a scarso traffico Como-Varese (ma prestarono servizio anche sulla Saronno-Seregno). Erano spinte da un motore Diesel OM a 6 cilindri in linea da 135 CV, accoppiato ad una trasmissione meccanica con giunti cardanici e albero telescopico.
Le piccole automotrici, a causa della loro carrozzeria dalle forme tozze e arrotondate, furono soprannominate Bombolo. Durante la seconda guerra mondiale, a causa della carenza di gasolio, furono trasformate per l'alimentazione a metano.
Le automotrici fecero servizio fino al 1954, quando vennero accantonate in seguito al completamento dell'elettrificazione della rete. Due anni dopo furono demolite.